# フランシスコ・ラモス
フランシスコ・アウグスト・ネト・ラモス（Francisco Augusto Neto Ramos 、1995年4月10日 - ）は、ポルトガル・ポルト県ポヴォア・デ・ヴァルジン出身のプロサッカー選手。CDナシオナル所属。ポジションはMF。

## 経歴

### クラブ
地元クラブでプレーを始め、13歳の時にFCポルトのアカデミーに入団。2016年1月20日のタッサ・ダ・リーガ・FCファマリカン戦でトップチームデビュー。3月12日のCFウニオン戦でリーグ戦初出場。
2017年6月30日、ヴィトーリアSCに移籍。
2020年9月28日、CDナシオナルに3年契約で移籍した。

### 代表歴
アンダー世代のポルトガル代表歴が有り、2015 FIFA U-20ワールドカップやUEFA U-21欧州選手権2017などに参加した。